# The Lesson (film 1913 Buckland)
The Lesson è un cortometraggio muto del 1913 diretto da Warwick Buckland.

## Trama
Un'attrice cura l'alcolismo del marito fingendosi ubriaca.

## Produzione
Il film fu prodotto dalla Hepworth.

## Distribuzione
Distribuito dalla Hepworth, il film - un cortometraggio in una bobina - uscì nelle sale cinematografiche britanniche nell'aprile 1913.
Si conoscono pochi dati del film che, prodotto dalla Hepworth, fu distrutto nel 1924 dallo stesso produttore, Cecil M. Hepworth. Fallito, in gravissime difficoltà finanziarie, il produttore pensò in questo modo di poter almeno recuperare il nitrato d'argento della pellicola.